# 軍事的プロフェッショナリズム
軍事的プロフェッショナリズム（ぐんじてきプロフェッショナリズム、Military professionalism）とは軍事的な専門的知識と技能の職業的な自律性を重視する軍隊の将校団の傾向を指す。

## 概要
軍事的プロフェッショナリズムの概念は軍人を専門職の一種として位置づけている。サミュエル・P・ハンティントンの研究によれば、18世紀から19世紀にかけて軍事学を共通の知的基盤とする軍事的専門職の職業団体と職業軍人倫理がプロイセンの将校団をはじめヨーロッパ各地の将校団で形成されていったことが分かっている。軍事的プロフェッショナリズムを確立した将校団は組織的な暴力の管理者として高度な軍事的専門知識を所有する社会集団となり、それはモルトケやシュリーフェン、ゼークトなどに代表されるドイツ軍の将校団へと引き継がれていった。軍事的プロフェッショナリズムには一般に三つの側面から理解することが可能であり、それは協同的で官僚的な構造という団体性を備えており、特別な研究教育を必要とする高度専門知識を習得し、専門職としての自己規制と国家との契約への服従という職業的な責任から成り立っている。それは軍人から政治的な要素を取り除き、軍事的方法によって軍隊の戦闘効率を高めることに特化した専門家であることを要請するものである。
しかしながら、軍事的プロフェッショナリズムは現代の軍事組織において一様の形態を示しているわけではない。ハンティントンは軍事的プロフェッショナリズムが軍隊に固有な普遍的性格であると主張していたが、ジャノヴィッツは核時代において軍事的プロフェッショナリズムが根本的に変容したと主張している。ジャノヴィッツの見解は、近代において国民国家の外敵に対して軍隊が安全保障を担ってきたものの、現代においては軍隊が社会的な価値観や規範を逸脱して軍事行動を行うことは許されなくなったと分析している。なぜならば、軍事的プロフェッショナリズムにおける専門性には軍事行動を専門知識を以って正当化する政治的側面が認められるためである。また発展途上国の政治システムにおいて軍隊がしばしば政治的影響力を行使する事態もみとめられている。現在において軍事的プロフェッショナリズムは古典的な捉え方だけではなく、政治システムと軍隊の関係からも捉えられている。